# Гейпвілл (Джорджія)
Гейпвілл (англ. Hapeville) — місто (англ. city) в США, в окрузі Фултон штату Джорджія. Населення — 6553 особи (2020).

## Географія
Гейпвілл розташований за координатами 33°39′39″ пн. ш. 84°24′34″ зх. д. / 33.66083° пн. ш. 84.40944° зх. д. (33.660873, -84.409321).  За даними Бюро перепису населення США в 2010 році місто мало площу 6,23 км², уся площа — суходіл.

## Демографія
Згідно з переписом 2010 року, у місті мешкали 6373 особи в 2398 домогосподарствах у складі 1352 родин. Густота населення становила 1023 особи/км².  Було 2901 помешкання (466/км²).
Расовий склад населення:
| - 42,8 % — білих - 28,8 % — чорних або афроамериканців - 5,7 % — азіатів - 0,6 % — корінних американців - 18,8 % — осіб інших рас |

До двох чи більше рас належало 3,3 %. Частка іспаномовних становила 35,1 % від усіх жителів.
За віковим діапазоном населення розподілялося таким чином: 24,3 % — особи молодші 18 років, 67,8 % — особи у віці 18—64 років, 7,9 % — особи у віці 65 років та старші. Медіана віку мешканця становила 33,0 року. На 100 осіб жіночої статі у місті припадало 111,3 чоловіків;  на 100 жінок у віці від 18 років та старших — 111,8 чоловіків також старших 18 років.
Середній дохід на одне домашнє господарство  становив 54 385 доларів США (медіана — 41 670), а середній дохід на одну сім'ю — 60 875 доларів (медіана — 47 516). Медіана доходів становила 40 341 долар для чоловіків та 37 778 доларів для жінок. За межею бідності перебувало 19,0 % осіб, у тому числі 25,3 % дітей у віці до 18 років та 2,3 % осіб у віці 65 років та старших.
Цивільне працевлаштоване населення становило 3089 осіб. Основні галузі зайнятості: транспорт — 21,8 %, роздрібна торгівля — 14,0 %, будівництво — 12,6 %, освіта, охорона здоров'я та соціальна допомога — 11,9 %.